# Qatar Ladies Open 2008
Qatar Ladies Open 2008, відомий як Qatar Total Open 2008, за назвою спонсора, — тенісний турнір, що проходив на відкритих кортах з твердим покриттям. Це був 8-й за ліком Qatar Ladies Open. Належав до турнірів 1-ї категорії в рамках Туру WTA 2008. Відбувся в Khalifa International Tennis and Squash Complex у Досі (Катар) і тривав з 18 до 24 лютого 2008 року.
Надання візи Шахар Пеєр для участі в турнірі розцінено як дипломатичний успіх.

## Переможниці та фіналістки

### Одиночний розряд
Марія Шарапова —  Віра Звонарьова, 6–1, 2–6, 6–0
- Для Шарапової це був 2-й титул за сезон і 18-й - за кар'єру. Це був її 6-й титул Tier I, а також 2-га перемога на цьому турнірі (перша була 2005 року).

### Парний розряд
Квета Пешке /  Ренне Стаббс —  Кара Блек /  Лізель Губер, 6–1, 5–7, 10–7